# Comuna Novomalîn, Ostroh
Novomalîn (în ucraineană Новомалин) este o comună în raionul Ostroh, regiunea Rivne, Ucraina, formată din satele Liuciîn și Novomalîn (reședința).

## Demografie
Componența lingvistică a comunei Novomalîn
     Ucraineană (99,47%)
     Alte limbi (0,53%)
Conform recensământului din 2001, majoritatea populației comunei Novomalîn era vorbitoare de ucraineană (99,47%), existând în minoritate și vorbitori de alte limbi.